# Wikipedija na engleskom jeziku
Wikipedija na engleskom jeziku (engleski: English Wikipedia) jest inačica Wikipedije napisana na engleskom. Počela je kao Nupedija 16. siječnja 2001., a 2006. dostigla je milijun članaka. Najbogatija je inačica Wikipedije: ima 6 973 309 članaka, 125 315 aktivnih suradnika,  848 administratora i ukupno 1 277 935 885 uređivanja.

## Vanjske poveznice
- Wikipedija na engleskom jeziku